# دارين كوينان
دارين كوينان (بالإسبانية: Daren Queenan)‏ مواليد 19 أكتوبر 1966 في بنسيلفانيا، هو لاعب كرة سلة أمريكي سابق. بدأ مسيرته الاحترافية في سنة 1989. يبلغ طوله 6 قدم 4 بوصة (1.9 م). اعتزل اللعب في 2002(?). لعب مع جيمناسيا إيسغريما دي كومودورو ريفادافيا في دوري كرة السلة الوطني الأرجنتيني.

## روابط خارجية
- دارين كوينان على موقع الدوري الإسباني لكرة السلة (الإسبانية)
- دارين كوينان على موقع كرة السلة الأوروبية.كوم (الإنجليزية)
- دارين كوينان على موقع كلية كرة السلة في سبورتس رفرنس.كوم (الإنجليزية)
- دارين كوينان على موقع بروبوليرز (الإنجليزية)
- دارين كوينان على موقع سبورتس رفرنس (الإنجليزية)